# Mr. Porter
Denaun Porter (n. 8 decembrie 1978), cunoscut și ca Denaun, Mr. Porter și Kon Artis, este un rapper american și producător muzical.